# 473 Ноллі
473 Ноллі (473 Nolli) — астероїд головного поясу, відкритий 13 лютого 1901 року Максом Вольфом у Гейдельберзі.